# ملكي (مسلسل كوري)
ملكي (بالكورية: 마인)؛ هو مسلسل تلفزيوني كوري جنوبي، تدور أحداث المسلسل حول النساء القويات والطموحات اللائي يتغلبن على الأحكام التقليدية في العالم من أجل العثور على ذاتهن الحقيقية، كما أنها تتعمق في الحياة الغامضة للأثرياء وأفراد المجتمع الراقي. عرض على قناة تي في إن في 8 مايو 2021 يومي السبت والأحد من الساعة 21:00 بتوقيت كوريا الجنوبية بعد فينتشنزو، المسلسل كان متاحًا أيضًا على Netflix بعد ساعة واحدة من بثه على قناة تي في إن.

## القصة
تدور أحداث المسلسل حول النساء القويات والطموحات اللائي يتغلبن على الأحكام المسبقة في العالم من أجل العثور على ذاتهن الحقيقية، سيو هي سو الممثلة البارزة السابقة، التي تخلت عن حياتها المهنية لتتزوج من الابن الثاني لمجموعة هيو وون، إنها تبذل قصارى جهدها لتلائم زوجة ابن تلك العائلة، إنها تتصرف بثقة طوال الوقت حتى لا تفقد نفسها الحقيقية. من ناحية أخرى، جونغ سيو هيون متزوجة من الابن الأول لنفس عائلة تشايبول، وهي أيضًا ابنة عائلة شيبول وهي أنيقة وذكية وعقلانية للغاية.

## بطولة
- لي بو يونغ في دور سيو هي سوو، الممثلة البارزة السابقة وزوجة ابن مجموعة هيو وون الثاني.[6]
- كيم سيو هيونغ في دور جيونغ سيو هيون، زوجة ابن مجموعة هيو وون الأولى.[7]
- لي هيون ووك بدور هان جي يونغ، الابن الثاني لعائلة هيوون وزوج سيو هاي سو.
- أوك جا ايون في دور كانغ جا كيونغ، معلمة خصوصية.[8]

## المشاهدات
| الموسم | الموسم | رقم الحلقة | رقم الحلقة | رقم الحلقة | رقم الحلقة | رقم الحلقة | رقم الحلقة | رقم الحلقة | رقم الحلقة | رقم الحلقة | رقم الحلقة | رقم الحلقة | رقم الحلقة | رقم الحلقة | رقم الحلقة | رقم الحلقة | رقم الحلقة | المتوسط |
| الموسم | الموسم | 1          | 2          | 3          | 4          | 5          | 6          | 7          | 8          | 9          | 10         | 11         | 12         | 13         | 14         | 15         | 16         | المتوسط |
| ------ | ------ | ---------- | ---------- | ---------- | ---------- | ---------- | ---------- | ---------- | ---------- | ---------- | ---------- | ---------- | ---------- | ---------- | ---------- | ---------- | ---------- | ------- |
|        | 1      | 1.464      | 1.349      | 1.261      | 1.841      | 1.599      | 1.854      | 1.850      | 2.083      | 1.833      | 2.127      | 1.964      | 2.240      | 2.045      | 2.109      | 1.911      | 2.429      | 1.872   |

وفقًا لـ Nielsen Korea ، فإن الحلقة العاشرة التي تم بثها في 6 يونيو 2021، قد سجلت نسبة مشاهدة على المستوى الوطني بنسبة 9.35 ٪ مع 2.12 مليون مشاهد يشاهدون الحلقة، لتصبح ثالث اعلى دراما تصنيفًا لقناة تي في إن خلف مسلسل فينتشنزو، سيد ملكة لهذا لعام.
وفقًا لـ Nielsen Korea ، فإن الحلقة الأخيرة قد حققت نسبة 10.512% مع 2.4 مليون مشاهد على مستوى البلاد. لتصبح أحد انجح الأعمال الدرامية الكورية الجنوبية لهذا العام.
| الحلقة | تاريخ البث    | متوسط حصة المجهور | متوسط حصة المجهور |
| الحلقة | تاريخ البث    | AGB Nielsen.      | AGB Nielsen.      |
| الحلقة | تاريخ البث    | على الصعيد الوطني | سيئول             |
| ------ | ------------- | ----------------- | ----------------- |
| 2      | 8 مايو 2021   | 6.565%            | 7.906%            |
| 2      | 9 مايو 2021   | 6.017%            | 6.836%            |
| 3      | 15 مايو 2021  | 5.578%            | 6.399%            |
| 4      | 16 مايو 2021  | 7.373%            | 7.822%            |
| 5      | 22 مايو 2021  | 6.943%            | 7.717%            |
| 6      | 23 مايو 2021  | 8.173%            | 8.678%            |
| 7      | 29 مايو 2021  | 8.627%            | 9.959%            |
| 8      | 30 مايو 2021  | 9.023%            | 9.817%            |
| 9      | 5 يونيو 2021  | 8.421%            | 9.807%            |
| 10     | 6 يونيو 2021  | 9.354%            | 10.016%           |
| 11     | 12 يونيو 2021 | 8.314%            | 9.030%            |
| 12     | 13 يونيو 2021 | 9.487%            | 9.703%            |
| 13     | 19 يونيو 2021 | 8.821%            | 9.792%            |
| 14     | 20 يونيو 2021 | 9.395%            | 9.957%            |
| 15     | 26 يونيو 2021 | 8.720%            | 10.589%           |
| 16     | 27 يونيو 2021 | 10.512%           | 11.221%           |
| المعدل | المعدل        | 8.208%            | 9.078%            |

## الإنتاج
- تخطيط واعداد  : استوديو دراغون
- المساهم : نتفليكس.
- فريق الإنتاج : شركة جي إس بيكتشرز، وهي شركة شقيقة لكل من تي في إن وقسم إستوديو دراغون، ملك لقسم (CJ E&M).[15]
- إخراج وكتابة : أخرجها بواسطة لي نا ايون ومن كتابة بايك مي كيونغ التي كتبت مسلسلات مثل امرأة ذات كرامة والمرأة القوية دو بونغ سون لعام 2017، كم يتولى إدارة الموسيقى كانغ كي ايونغ المعروف باسم دالباران.[16]

### طاقم
في أكتوبر 2020، أفيد أن الكاتبة بايك مي كيونغ والمخرجة نا جونغ كانتا في محادثات مع كل من الممثلة لي بو يونغ وكيم سيو هيونغ لظهورهما في الدراما النسائية التي كانت في البداية باسم Blue Diamond. في 29 ديسمبر، أعلنت قناة tvN أن لي بو يونغ وكيم سيو هيونغ وأوك جاي ايون وبارك هيوك كون وبارك وون سوك أكدوا ظهورهم في الدراما، وكو سو يونغ الذي استقبل سابقًا، قد رفض الانضمام للمسلسل بسبب تضارب المواعيد. انضم تشا هاك يون إلى فريق التمثيل في يناير 2021. في 25 مارس، أصدر طاقم الإنتاج صورًا لجلسة قراءة السيناريو.

## روابط خارجية
- ملكي على موقع IMDb (الإنجليزية)
- ملكي على موقع روتن توميتوز (الإنجليزية)
- ملكي على موقع نتفليكس (الإنجليزية)
- ملكي على موقع ليتربوكسد (الإنجليزية)
- ملكي على موقع كينوبويسك (الروسية)
- ملكي على موقع قاعدة بيانات الفيلم (الإنجليزية)